# Nuestra Señora del Rosario (Agüimes)
Nuestra Señora del Rosario es una de las advocaciones marianas que evocan a la Virgen María. Se venera en el altar mayor de la parroquia matriz de San Sebastián del municipio de Agüimes, de la isla de Gran Canaria, España. Fue coronada canónicamente el 4 de octubre de 1959.

## Imagen de la Virgen
La venerada imagen de Nuestra Señora del Rosario, imagen realizada según el estilo sevillano del siglo XVII, fue regalada por el párroco de Agüimes Juan Fernández Vélez, deán de Oaxaca (México).

## Coronación Canónica Episcopal
La devoción de Agüimes a la Virgen del Rosario procede del año 1645 en que fue nombrada protectora contra la invasión de una plaga de langostas.
Debido a la devoción que suscita en Agüimes y fuera de esta comarca, fue coronada canónicamente en el pórtico del templo de san Sebastián el 4 de octubre de 1959 de manos del obispo de Canarias, Antonio Pildain y Zapiain, siendo la segunda imagen mariana en recibir esta distinción en la diócesis de Canarias, tras Nuestra Señora del Pino.
Tras el rito de coronación a ambas imágenes, la del Niño Jesús y la Virgen, le fue entregado el bastón de mando a la Virgen, como alcaldesa mayor perpetua de esta localidad.

## Fiestas de la Virgen

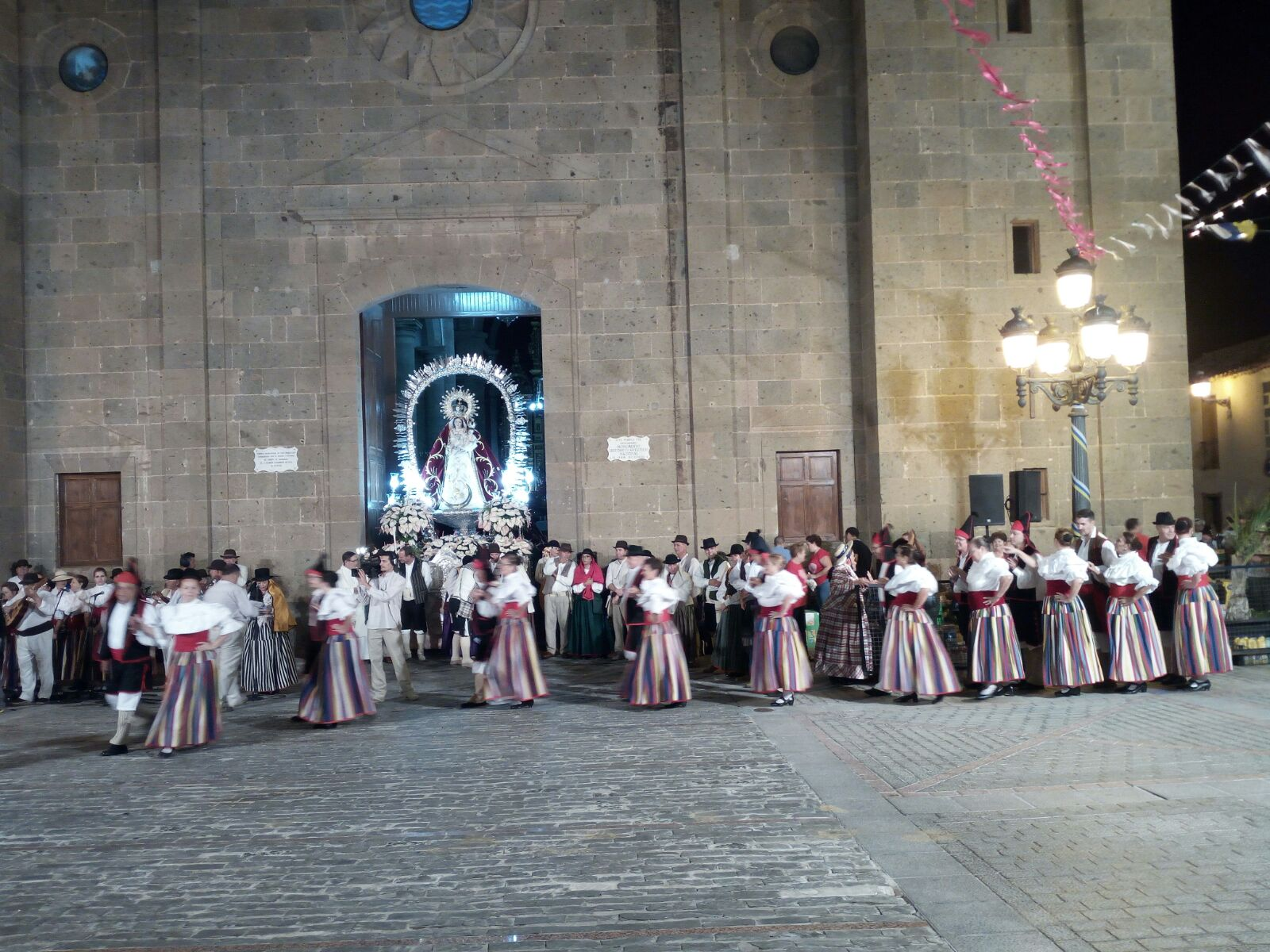
Fiestas del Rosario

Sus fiestas, están declaradas Fiestas de Interés Turístico Nacional, estas tienen lugar entre finales del mes de septiembre y principios del mes de octubre, con la coronación de la Virgen, sus fiestas han adquirido una nueva presencia mariana más allá del templo y de lo extríctamente religioso.
El sábado anterior a la festividad de la Virgen que tiene lugar el 7 de octubre, se celebra la romería-ofrenda en su honor. El domingo se celebra el día principal de la Virgen, celebrándose a las 11:30 horas la solemne eucaristía y posterior procesión de la Virgen acompañada por las imágenes de santo Domingo de Guzmán y san Vicente Ferrer, ambas imágenes son obras de José Luján Pérez.
El día 7 de octubre, festividad litúrgica de Nuestra Señora del Rosario, tiene lugar una misa solemne en su honor. El jueves posterior a la festividad, tiene lugar la procesión llamada de "Las antorchas", donde la imagen de la Virgen vuelve a recorrer distintas calles del casco histórico de la villa.
Cabe destacar los cultos de la bajada y subida del camarín de la imagen de la Santísima Virgen que reúne a un importante número de fieles y devotos de la sagrada imagen.
Fuera de las fiestas que se celebran en su honor en el mes de octubre, es importante destacar que cada 20 de enero, acompaña al patrono de la villa de Agüimes, san Sebastián de Narbona en su salida procesional.